# Barbelley-Felsen
Der Barbelley-Felsen ist eine markante Härtlingsgruppe im Hunsrück am Auslauf der Idarwald-/Haardtwald-Kette in Richtung Moselterrassen und ist somit auch Teil des Rheinischen Schiefergebirges. Die Felsengruppe im Gemeindegebiet von Gornhausen in den Fluren Kampwäldchen und Zischerwäldchen ist als Naturdenkmal eingetragen.

## Entstehung
Der Hunsrück als der südwestliche Teil des Rheinischen Schiefergebirges besteht aus verfestigten, devonischen Sedimentgesteinen, im Wesentlichen Tonschiefer (Hunsrückschiefer) und Quarzite (Taunusquarzit) und entstand durch variskische Gebirgsauffaltung vor 400 bis 250 Millionen Jahren, bei der die mächtigen Schichtfolgen der Flachwasserablagerungen des Devon verfaltet, verschiefert und herausgehoben wurden. Die Hochflächen des Hunsrücks werden von Härtlingsrücken in einem steilstehenden Verwerfungssystem überragt. Diese Höhenzüge verlaufen aus dem Nordosten von der Stronzbuscher Haardt in südwestlicher Richtung. Der Barbelleyfels besteht aus dem Taunusquarzit und war zu Urzeiten vom Hunsrückschiefer eingeschlossen. Erosionen in Folge von Niederschlägen, Frösten und Hitze haben mehr oder weniger Gesteine dieser Felsformation abgetragen und Täler und Höhen herausgebildet, damit auch diesen markant stehenden Quarzitfelsen. Das hartes Gestein bot der Erosion mehr Widerstand, als der weiche Schiefer.

## Wort-Erklärung
Der Begriff Barbelley besteht aus den Wörtern „Barbel“ und „Ley“. Das Wort „Barbel“ ist von Barbarakraut (barbares vulgaris) abgeleitet, das auch Barbelkraut genannt wird. Dieses Kraut wächst auf Kies- oder Sandböden an den Ufern von Bächen und auf feuchten Wiesen, auch im angrenzenden Herrenbachtal. Der zweite Wortteil Ley ist eine Bezeichnung im rheinischen und niederdeutschen Sprachraum für Fels. Er bezieht sich auf „Felsabbrüche“ und „Felswände“, insbesondere aber „Felsplatte“. Das Wort Ley im Hunsrück für das Schiefergestein, insbesondere für die gebrochenen Schiefertafeln der Dachdeckerei benutzt.

## Die Sage von der Barbelley

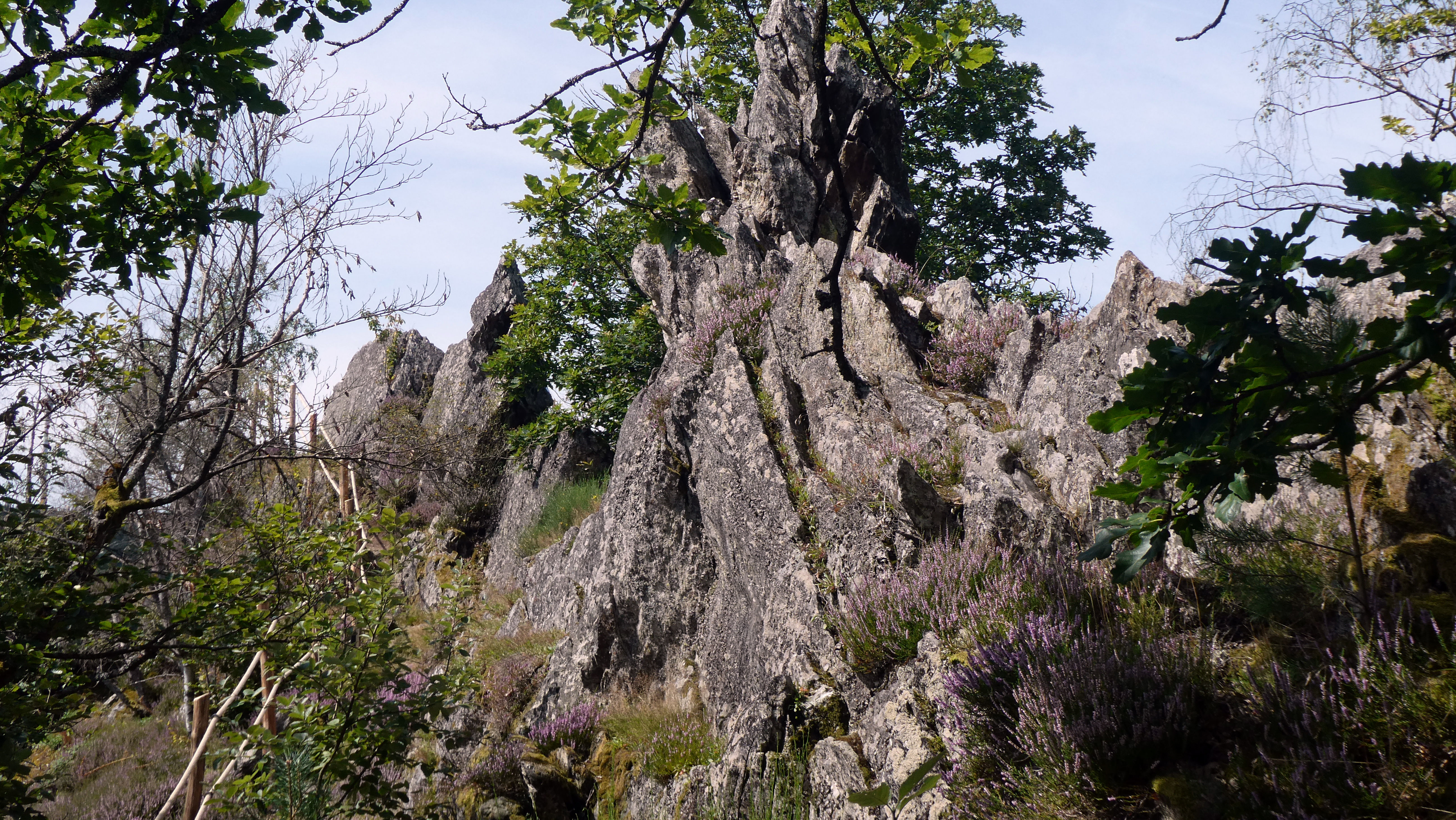
Barbelley-Felsen

Vor alten Zeiten lebte auf einer Burg am Fuße des Hunsrücks ein Rittergeschlecht. Die Burg ist heute zerfallen, und keine Ruine zeigt mehr die Stelle, an der sie stand. Auf dieser Burg wohnte ein Ritter mit seiner Familie, der einen harten und wüsten Sinn hatte. Er ging der Jagd nach, und gar mancher Kaufmann, der friedlich seines Weges zog, wurde von ihm und seinen Gesellen ausgeplündert, oftmals auch gewaltsam zu Tode gebracht. So trieb der Ritter es jahrelang.
Zu Hause wuchs ihm eine Tochter heran, die friedlichen und frommen Sinnes war. Wie oft bat sie den Vater, doch von dem schlechten Lebenswandel abzulassen und friedlich seine Güter zu verwalten. Doch hartherzig lachte der alte Ritter sie immer wieder aus und sagte ihr, sie sei zu dumm, um es auf der Welt zu etwas zu bringen. So lebte die kleine Bärbel – so war ihr Name – dahin. Liebe empfing sie von keiner Seite, denn ihre Mutter war schon gestorben, als sie noch ein kleines Kind war.
Als sie fast zwanzig Jahre alt war, sagte ihr Vater an ihrem Geburtstag solle sie eine besondere Überraschung erleben, denn dann solle sie als Zuschauer dabei sein, wie einem Kaufmann die Waren auf der alten Römerstraße geraubt werde. An ihrem Geburtstag, in aller Frühe, wurde sie mit Gewalt auf ein Pferd gehoben, und fort sollte die Fahrt gehen. In ihrer Not rief Bärbel den alten Waldgeist an und schrie: „Lieber als diesem Unrecht Raub und Mord, zusehen zu müssen, verwandle du mich in einen Stein!“ Hohnlachen des Ritters und seiner Gesellen war die Antwort. Da zuckte vom heiteren Himmel ein Blitzstrahl zur Erde und verbrannte den Ritter und seine Gesellen. Als Rauch und Staub sich verzogen hatten, war die Burg mit allen Gebäuden verschwunden, und an ihrer Stelle erhob sich ein steiler Felsen. Und der heißt seit dieser Zeit die Barbelley.